# Живаја
Живаја је село које се налази у Републици Хрватској, у Сисачко-мославачкој жупанији, на подручју општине Дубица.
Налази се на правцу између градова Хрватска Дубица и Суња.

## Географске одлике
Живаја је село дуго 7 километара и једно је од најдужих села на овој регији, па и шире. Простире се на око 30 km². Могло би се рећи да је својим положајем, заједно са матичном општином Хрватска Дубица, смештена у простор између двију река, Саве и Уне, које својим током ограничавају простор у облику потковице. Село је „ушореног” типа и куће су у правилном низу с обе стране цесте. Цеста је свим својим делом готово равна. Тек на неколико места се налазе врло блага, голом оку готово неприметна два, три, могло би се рећи „успона”. С десне стране, паралелно с саобраћајницом у правцу југоисток-северозапад (правац Дубица-Сисак) протеже се железничка пруга, удаљена од цесте на око 400 м. Тај део између пруге и цесте је готово идеално раван и низински део. Десно од пруге у истој равни, наставља се низијски дио око 1,5-2 km, све до великог шумског господарства које се опет протеже у истој низини до реке Саве. Леви део уз цесту око 50-100 m је такође иста раван на коју се надовезују благи брежуљци висинске разлике не веће од 10-20 m у односу на село и ову раван, и не сувише стрми. По изласку на те брежуљке поново се простире равница, висораван која се протеже око 4-5 km и спушта у поуње.

## Историја
Од појединих докумената о досељавању становништва на ово подручје, у Банију, постоји један из 1687. године. У том документу хрватски бан Никола Ердеди позива загребачког бискупа Мартина Борковића да дозволи насељавање Срба по Бовићу и кирину, гдје су се налазили бискупови поседи. Нешто касније петрињски гроф Фрањо Ердеди, године 1693. поставља кнеза Петара Драшковића за главара Србима у Слабињи и другим околним местима.
У Доњој Банији имала је своје поседе породица хрватских великаша Кеглевића. Због својих поседа око Блиње они су се стално сукобљавали с Турцима. Због тога хрватски племић Петар Кеглевић насељава српске породице око Петриње. Године 1697. доводи Србе у Кривају. Исте године Срби се насељавају и око Суње. Двије године касније, 1699. године, насељена је Живаја.
Послије Другог свјетског рата становништво се у селу бавило углавном пољопривредном производњом и сточарством као основним гранама. Земља се обрађивала на врло примитиван начин, помоћу животиња и с много људског рада. Била су то уситњена домаћинства, са малим бројем стоке и ситним земљишним парцелама. Захваљујући свом врло тешком раду људи су успели преживљавати и опоравити се од великих страхота рата. Цело село је било у згаришту и порушено од стране усташа и Павелићеве НДХ власти. Продуктивност је била врло слаба, а свакодневни рад тежак и напоран. Због близине градских центара (Сисак, Петриња, Загреб) и постојања саобраћајне повезаности са тим градовима, развиојом индустријализације, крајем педесетих и почетком шездесетих година прошлог века, људи су све више одлазили на рад у фабрике. Добар део мушке популације био је запослен у градовима. Захваљујући дневним миграцијама људи су, поред рада у творницама, успели одржати пољопривредну производњу и чак што више подићи је на нешто виши ниво. Како је време одмицало све више је младих људи одлазило у градове на школовање. С обзиром на тадашњу не популарност живота на селу и рад на пољопривреди, после школовања млади су се углавном запошљавали и остајали у градовима. У периоду од 1975–1991. године просечна старост становништва у селу се повећавала што говори да је радно- способно становништво углавном напуштало село. Од пописа из 1981. године са 800 становника забележен је пад на 726 на попису 1991. године. Живаја се од 1991. до августа 1995. године налазила у Републици Српској Крајини.

## Становништво
На попису становништва 2011. године, Живаја је имала 309 становника.
По попису становништва из 2001. године, село броји 484 становника. Село има око 290 кућа.
| Националност       | 1991. | 1981. | 1971. | 1961. |
| Срби               | 660   | 546   | 923   | 1.038 |
| Југословени        | 9     | 226   | 2     |       |
| Хрвати             | 14    | 8     | 17    | 17    |
| Црногорци          |       |       | 1     |       |
| Словенци           |       | 1     |       |       |
| Муслимани          | 1     |       |       |       |
| остали и непознато | 42    | 19    |       |       |
| Укупно             | 726   | 800   | 943   | 1.055 |

| Демографија | Демографија | Демографија |
| Година      | Становника  | Становника  |
| ----------- | ----------- | ----------- |
| 1961.       | 1.055       |             |
| 1971.       | 943         |             |
| 1981.       | 800         |             |
| 1991.       | 726         |             |
| 2001.       | 484         |             |
| 2011.       |             | 309         |

## Попис 1991.
На попису становништва 1991. године, насељено место Живаја је имало 726 становника, следећег националног састава:
| Попис 1991.‍  | Попис 1991.‍  | Попис 1991.‍ | Попис 1991.‍ | Попис 1991.‍ |
| ------------ | ------------ | ----------- | ----------- | ----------- |
|              |              |             |             |             |
| Срби         | Срби         |             | 660         | 90,90%      |
| Хрвати       | Хрвати       |             | 14          | 1,92%       |
| Југословени  | Југословени  |             | 9           | 1,23%       |
| Муслимани    | Муслимани    |             | 1           | 0,13%       |
| неопредељени | неопредељени |             | 4           | 0,55%       |
| непознато    | непознато    |             | 38          | 5,23%       |
| укупно: 726  |              |             |             |             |

## Саобраћајна повезаност
Кроз село Живаја пролази саобраћајница категоризована као државна цеста и носи ознаку Д224.
Жељезничка пруга која пролази паралелно са селом, удаљености око 300-тињак метара од грађевинске зоне села, сврстана је у категорију пруга од значаја за међународни саобраћај. Изграђена је још давне 1889. године када је грађена траса Суња – Новска – Славонски Брод. Као пруга припада дијелом жељезничком правцу пруге на X панеуропском коридору службене ознаке М1, а овај дио пруге (огранак) носи ознаку М104 и пуни назив јој је Загреб Главни колодвор – Сисак – Новска. Даљи правац ове пруге је: Винковци, државна граница, Србија. Село Живаја је мјесто које има станицу за локалне возове на тој траси.
Удаљеност села Живаја од Ауто-пута Д4 је 30 km, од Дубице 6 km, Костајнице 18 km, Сиска 35 km, Загреба 88 km, Бањалуке 92 km, Београда 310 km, Сарајева 326 km, Будимпеште 353 km, Беча 470 km, Рима 993 km, Париза 1.495 km, Лондона 1.746 km.

## Туризам
Туризам у селу Живаја је неразвијен или боље рећи да готово и не постоји. До 1991. године село је било препознатљиво по свом заштитнику, православном свецу св. Илији, који се већ традиционално обиљежавао сваког 2. августа у години у виду празника села и окупљања великог броја људи. Тај дан, па чак дан или два раније, домаћинства су примала своје госте из разних крајева. „Светом Илија“ како би они то говорили, окупљали су се у централном делу села на платоу Цинтор где је некад стајала црква посвећена истом свецу (саграђена 1885, срушена 1942). Новим развојем села постоји могућност поновног оживљавања овог догађаја у виду туристичке манифестације.
У склопу туристичке понуде националног парка природе Лоњско поље постоји испланирана бициклистичка стаза под ознаком „Суњска рута 4“ дугачка 50 km и пролази кроз ово село, у правцу Хрватске Дубице и даље. Удаљеност Лоњског поља ваздушном линијом је свега 6 km, тако да се веома често и овде виде птице становници парка, као и гнијездилишта рода. Друмска удаљеност до Лоњског поља је око 30 km.
Постојаност одређених капацитета као што су близина парка Лоњско поље, близина река Уне и Саве, велико ловиште, разни извори питке воде, љепота крајобраза, указују да би се са развојем овог села могао развити и сеоски туризам.

## Знамените личности
- Петар Мећава, народни херој Југославије